# Ghiacciaio Kubitza
Il ghiacciaio Kubitza (in inglese Kubitza Glacier) è un ghiacciaio situato sulla costa di Wilkins, nella parte orientale della Terra di Palmer, in Antartide. Il ghiacciaio, il cui punto più alto si trova a circa 710 m s.l.m., è un tributario del ghiacciaio Clifford, a cui si unisce arrivando da nord, poco a est del monte Samsel.

## Storia
Il ghiacciaio Kubitza è stato mappato dallo United States Geological Survey (USGS) nel 1974 sulla base di ricognizioni effettuate dalla marina militare statunitense tra la fine degli anni 1960 e l'inizio degli anni 1970, e così battezzato dal Comitato consultivo dei nomi antartici in onore di J. T. Kubitza, della marina militare statunitense, costruttore capo del reparto costruzioni alla stazione Palmer nel 1969-70.